# Sthenoteuthis oualaniensis
Sthenoteuthis oualaniensis — вид кальмарів родини Ommastrephidae.

## Поширення
Цей вид поширений в тропічних і субтропічних водах Індійського і Тихого океану. Однак різні форми мають дещо різний розподіл. Гігантська і середня форма з одинарними бічними осями на гладіусах зустрічаються лише в Червоному морі, Аденській затоці та Аравійському морях. Інші три форми трапляються в екваторіальних водах обох океанів, але лише середня форма зустрічається і в субтропічних водах.

## Опис
Ви має ознаки статевого диморфізму — самиці виростають значно більшими за самців. Крім того, у самиць присоски на щупальцях є диференційованими (різноманітними за розмірами), що вказує на різноманітніший раціон самиць.
Вид має складну структуру популяції, що складається з трьох основних і двох другорядних форм з різною морфологією, анатомією, географічним поширенням і періодом нересту:
- Гігантська форма поширена лише в північній частині Індійського океану в районі Червоного моря, Аденської затоки та Аравійського моря (модальні розміри 400—500 мм в Аравійському морі, максимальний розмір 650 мм ML). Він має такий самий тип гладіусів, що і середня форма.
- Середня форма (модальні розміри 120—150 мм для статевозрілих самців і 190—250 мм для статевозрілих самиць). Поширена на більшій частині ареалу виду і гладіус має подвійні бічні осі рахіса (затверділі ребра).
- Середня форма, але з гладіусом, що має поодинокі бічні осі рахіса. Зустрічається лише в Червоному морі, Аденській затоці та Аравійському морі на північ від 15°-17° пн. ш.
- Карликова форма (модальний розмір 90-100 мм для статевозрілих самців і 90-120 мм для зрілих самиць, максимум 140—150 мм). Трапляється в екваторіальних водах (приблизно в межах 10°-20° широти від екватора) Тихого та Індійського океанів і не має дорсальної мантійної фотофорної плями, характерної для цього виду.
- Дрібна форма, подібна до середньої форми, але меншого розміру (розмір самиць 120—140 мм), майже такого ж розміру, як і карликова форма, і поширена з західній частині Індійського океану та східній частині Тихого океану.

## Харчування
Раціон цих кальмарів залежить від розміру особини; молоді кальмари або параличинки, як правило, харчуються мезозоопланктоном, до яких належать веслоногі раки, амфіподи та багато інших. Молоді особини або постпараларви можуть харчуватися мезопланктонними та макропланктонними безхребетними, до яких належать веслоногі раки, евфаузіїди, амфіподи та хетогнати, а також мікронектонні риби (переважно міктофові) та кальмари до 10 мм завдовжки. Зі збільшенням розміру, їхні уподобання зміщуються в бік більших риб, кальмарів і навіть менших представників свого виду, оскільки канібалізм досить поширений у цього виду.